# Cyclea merrillii
Cyclea merrillii är en tvåhjärtbladig växtart som beskrevs av Friedrich Ludwig Diels. Cyclea merrillii ingår i släktet Cyclea och familjen Menispermaceae. Inga underarter finns listade i Catalogue of Life.